# 若松町 (岡崎市)
若松町（わかまつちょう）は、愛知県岡崎市の町丁である。岡崎地区に位置する。丁番を持たない単独町名であり、30の小字が設置されている。

## 地理
岡崎市の南部に位置する。

### 河川
- 砂川

### 湖沼
- 西三田ヶ入池

### 小字
| - 字芋田（いもだ） - 字大廻（おおまわり） - 字乙下（おとげ） - 字折戸（おりど） - 字金仏（かなぶつ） - 字萱林（かやばやし） - 字川田（かわだ） - 字川向（かわむかい） - 字北之切（きたのきり） - 字下ギロ（しもぎろ） - 字高田（たかだ） - 字土取（つちとり） - 字寺前（てらまえ） - 字伝兵衛屋敷（でんべいやしき） - 字中根（なかね） | - 字西荒子（にしあらこ） - 字西三田ケ入（にしさんだがいり） - 字西太夫道下（にしたゆうみちした） - 字西之切（にしのきれ） - 字東荒子（ひがしあらこ） - 字東太夫道下（ひがしたゆうみちした） - 字丸山田（まるやまだ） - 字南之切（みなみのきり） - 字宮前（みやまえ） - 字向山（むかいやま） - 字森越（もりこし） - 字屋嶋（やしま） - 字山下（やました） - 字山田下（やまだした） - 字横手（よこて） |

## 世帯数と人口
2019年（令和元年）5月1日現在の世帯数と人口は以下の通りである。
| 町丁   | 世帯数    | 人口    |
| ------ | --------- | ------- |
| 若松町 | 2,178世帯 | 5,469人 |

### 人口の変遷
国勢調査による人口の推移
| 1995年（平成7年）  | 3,805人 | [ 5 ] |  |
| 2000年（平成12年） | 4,116人 | [ 6 ] |  |
| 2005年（平成17年） | 4,675人 | [ 7 ] |  |
| 2010年（平成22年） | 5,002人 | [ 8 ] |  |
| 2015年（平成27年） | 5,190人 | [ 9 ] |  |

## 小・中学校の学区
市立小・中学校に通う場合、学区は以下の通りとなる。
| 字・区域                               | 小学校             | 中学校             | 高等学校普通科 |
| -------------------------------------- | ------------------ | ------------------ | -------------- |
| 字川向・字向山のうち通称シビックヒルズ | 岡崎市立上地小学校 | 岡崎市立福岡中学校 | 三河学区       |
| その他                                 | 岡崎市立岡崎小学校 | 岡崎市立翔南中学校 | 三河学区       |

## 歴史
額田郡若松村の一部を前身とする。江戸時代は岡崎藩に治められていた。

### 沿革
- 1889年（明治22年）10月1日 - 町村制施行・合併に伴い、岡崎村大字若松となる[11]。
- 1928年（昭和3年）9月1日 - 岡崎市へ編入し、同市若松町となる[12]。
- 1980年（昭和55年）7月31日 - 一部が若松東一〜三丁目となる[12][13]。
- 1986年（昭和61年）11月13日 - 一部が緑丘一丁目となる[12][13]。
- 1989年（平成元年）5月23日 - 一部が上地二〜三丁目となる[12][13]。
- 1990年（平成2年）9月20日 - 一部が柱曙三丁目・庄司田二丁目なる[12][13]。
- 2003年（平成15年）7月26日 - 一部が針崎二丁目となる[13]。

### 史跡
- 太夫塚古墳（5世紀後半、県史跡）[14]
- 北切第1号墳
- 北切第2号墳
- 北切第3号墳
- 西ノ切第1号墳
- 西ノ切第2号墳

## 施設
- 岡崎市南公園
- 若松郷公民館
- 秋葉神社
- 春日神社
- 等周寺
- 高齢者複合施設 なんぶの郷
- フレストステージ岡崎若松町
- ロイヤルマンション岡崎南公園
- モアグレース岡崎南公園
- ショッピングモール・レスパ
  - ドミー若松店
  - コメダ珈琲店岡崎若松店
  - セブン-イレブン岡崎若松町店
  - ホリデイスポーツクラブ岡崎店
- ファミリーマート岡崎若松町店
- ローソン岡崎若松店

## ギャラリー
- レスパ
- 岡崎市南公園
- 南公園
- 春日神社

## 交通

### 鉄道
- JR東海道本線
  - 通過するのみである
- 名鉄福岡線（廃止）
  - 東若松駅（廃止）
  - 西若松駅（廃止）

### バス
- 名鉄バス

　若松町バス停留所
　南若松バス停留所
　若松栄町バス停留所
　東若松バス停留所（廃止）
　西若松バス停留所（廃止）
- 名鉄東部交通

　若松町バス停留所

### 道路
- 愛知県道43号岡崎碧南線（土呂西尾道）
- 愛知県道483号岡崎幸田線

## その他

### 日本郵便
- 郵便番号 : 444-0826[3]（集配局：岡崎郵便局[15]）。

## 参考資料
- 「角川日本地名大辞典」編纂委員会 編『角川日本地名大辞典 23 愛知県』角川書店、1989年3月8日。ISBN 4-04-001230-5。
- 有限会社平凡社地方資料センター 編『日本歴史地名体系第23巻 愛知県の地名』平凡社、1981年。ISBN 4-582-49023-9。
- 新編岡崎市史編さん委員会 編『新編岡崎市史 総集編 20』1993年。